# Barbus stauchi
Barbus stauchi är en fiskart som beskrevs av Daget, 1967. Barbus stauchi ingår i släktet Barbus och familjen karpfiskar. IUCN kategoriserar arten globalt som starkt hotad. Inga underarter finns listade.